# Peretu
Peretu is een Roemeense gemeente in het district Teleorman.
Peretu telt 7758 inwoners.